# Jan Wałach
Jan Wałach (ur. 8 sierpnia 1884 w Istebnej, zm. 30 czerwca 1979 tamże) – polski grafik, malarz i rzeźbiarz, mistrz drzeworytu.

## Życiorys
Wałach był góralem z Beskidu Śląskiego, który urodził się w Andziółówce, istebniańskim przysiółku. Po ukończeniu czteroklasowej szkoły powszechnej w Istebnej oraz Polskiego Gimnazjum Macierzy Szkolnej w Cieszynie uczył się w zakopiańskiej Szkole Rzemiosła Artystycznego obecnie Szkoła Przemysłu Drzewnego (1902–1904), później zaś studiował w krakowskiej Akademii Sztuk Pięknych u Józefa Mehoffera, Juliana Fałata, Ferdynanda Ruszczyca, Jana Stanisławskiego (1904–1908). Studia uzupełniał w Paryżu – w Académie Julian i w pracowni Fernanda Cormona w École des beaux-arts (1908–1910).
Podczas I wojny światowej, w latach 1914–1918, odbył służbę wojskową w 100 Pułku Piechoty Austro-Węgier. Przez dowódcę oddziału Franciszka Latinika został mianowany malarzem i medalierem pułkowym. W tym okresie największy rozgłos uzyskał obraz bitwy pod Gorlicami w 1915 r., który przedstawiał zdobycie przez polskie pułki góry Pustki.
Debiutował wystawą rysunku w 1904 r. w Mińsku. „Odkryty” i systematycznie promowany przez swego długoletniego mecenasa, Jerzego Warchałowskiego, wystawiał później swe prace na wystawach zbiorowych w Krakowie, Katowicach i Warszawie. Znaczny rozgłos, również ze względu na całą gamę bardzo zróżnicowanych recenzji, przyniosła mu zorganizowana w 1934 r. pod protektoratem wojewody śląskiego Michała Grażyńskiego wystawa indywidualna w Kamienicy Baryczków na Rynku Starego Miasta w Warszawie. Za granicą wystawiał głównie grafiki: w Paryżu (1937, brązowy medal za drzeworyty), Londynie, Amsterdamie, Chicago i Hamburgu (w latach 1937–1939).

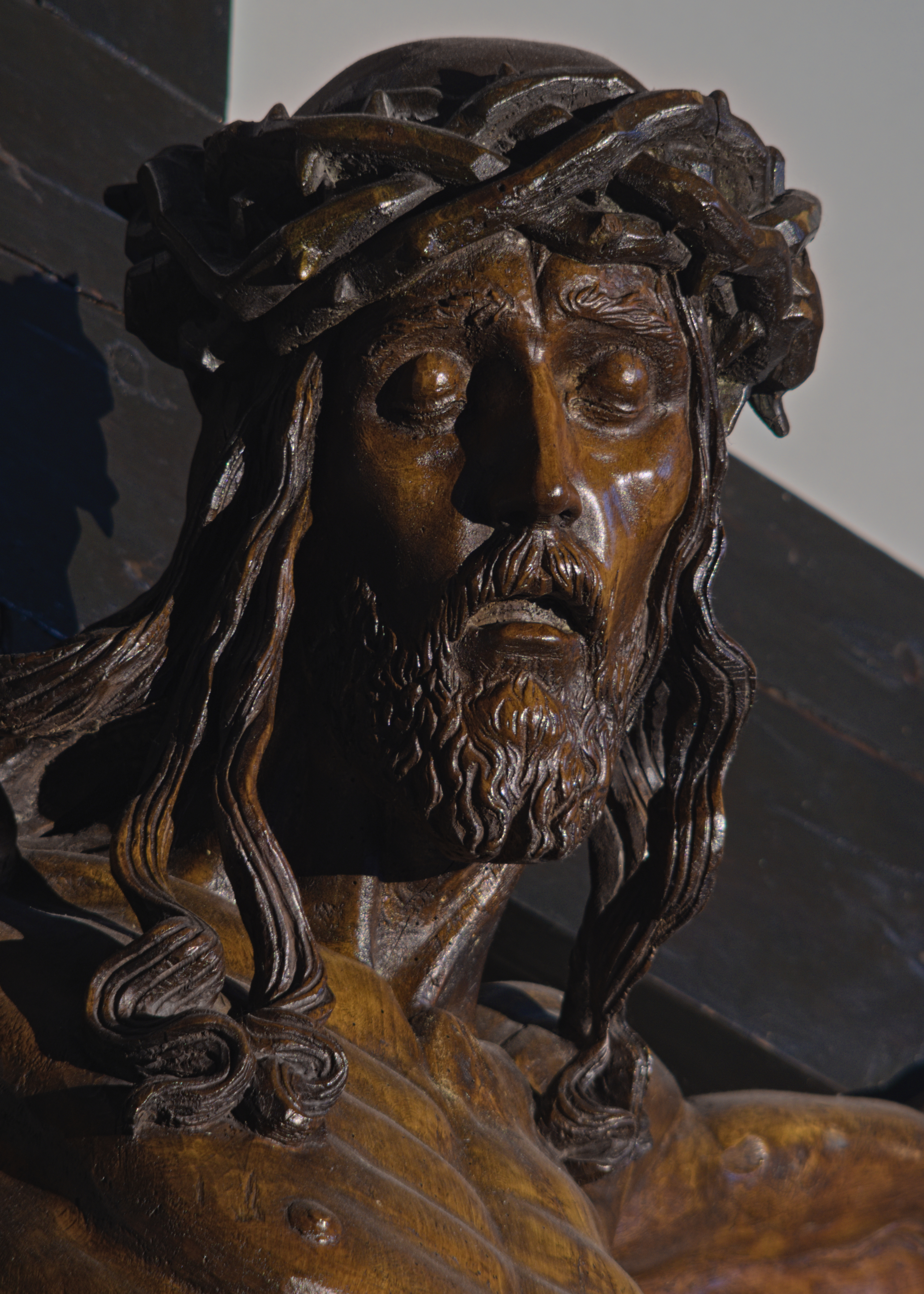
Chrystus ukrzyżowany (ukończony w 1955 roku), detal, archikatedra Chrystusa Króla w Katowicach

Technikami malarskimi stosowanymi przez Wałacha były malarstwo olejne i gwasz, rzadziej akwarela. Na swych obrazach, którym już wówczas zarzucano naiwność lub akademizm, przedstawiał pejzaże, martwe natury i sceny rodzajowe. Szczególną sławę przyniosły mu natomiast rysunki i drzeworyty, w których utrwalał typy góralskie, architekturę, drobne scenki z życia beskidzkiej wsi oraz liczne tematy sakralne. Projektował witraże (m.in. kościoły parafialne w Chybiu, Goleszowie i Jedliczach koło Jasła), zdobił wnętrza kościołów w Istebnej, Jaworzynce, Koniakowie (malowidła nie zachowane) i Wiśle (malowidła nie zachowane), dla wielu innych kościołów wykonał szereg obrazów olejnych. Zajmował się też rzeźbą sakralną – wykonał m.in. krucyfiksy z narteksu archikatedry Chrystusa Króla w Katowicach i kościoła garnizonowego w Radomiu.
Po II wojnie światowej tworzył samotnie i w zapomnieniu, nie opuszczając prawie swej małej istebniańskiej pracowni, a jego prace pojawiały się jedynie na prowincjonalnych wystawach. Jego śmierć przeszła bez rozgłosu. Pochowany został na cmentarzu komunalnym za kościołem Dobrego Pasterza w Istebnej.
Dopiero w 1999 r. wielka wystawa retrospektywna dzieł artysty, zorganizowana przez Muzeum Archidiecezjalne w Katowicach i eksponowana kolejno w Zabrzu, Katowicach, Koszycach, Krakowie, Zakopanem i znów w warszawskiej Kamienicy Baryczków przywróciła go szerszemu gronu odbiorców.
Od 21 listopada do 16 grudnia 2018 r. w Muzeum Beskidzkim im. A. Podżorskiego w Wiśle była czynna wystawa Artystyczna droga Jana Wałacha do niepodległej Polski. Ekspozycja prezentowała bogaty zbiór prac artysty z lat 1914–1918.
W Istebnej na Andziołówce można zwiedzać Muzeum Biograficzne J. Wałacha. Do swej śmierci w 2015 r. opiekowała się nim córka artysty, Barbara Wałach (1940–2015).